# Son
 For alternative betydninger, se Son (flertydig). (Se også artikler, som begynder med Son)
Son er i nordisk mytologi det ene af de to kar, som anvendtes til opbevaring af Skjaldemjøden. Det andet er Boden.
| Nordisk mytologi | Spire Denne artikel om nordisk religion og mytologi er en spire som bør udbygges. Du er velkommen til at hjælpe Wikipedia ved at udvide den. |